# Mniaecia nivea
Mniaecia nivea är en svampart som först beskrevs av P. Crouan & H. Crouan, och fick sitt nu gällande namn av Jean Louis Emile Boudier 1907. Mniaecia nivea ingår i släktet Mniaecia och familjen Helotiaceae.  Arten är reproducerande i Sverige. Inga underarter finns listade i Catalogue of Life.